# 張宿五
長蛇座κ，又名BD-13 2917，HD 83754、SAO 155388、HR 3849，是長蛇座的一颗恒星，视星等为5.06，位于銀經248.71，銀緯27.81，其B1900.0坐标为赤經9h 35m 30.7s，赤緯-13° 27.81′ 43″。